# Seui
Seui là đô thị tại tỉnh Sud Sardegna trong vùng Sardegna, có vị trí khoảng 70 km về phía bắc của Cagliari và khoảng 30 km về phía tây nam của Tortolì. Tại thời điểm ngày 31 tháng 12 năm 2004, đô thị này có dân số 1.525 người và diện tích là 148,3 km².
Seui giáp các đô thị: Arzana, Escalaplano, Esterzili, Gairo, Perdasdefogu, Sadali, Seulo, Ulassai, Ussassai.